# 신언호
신언호(申彦皓, 1955년 12월 18일 ~ )는 전 KBO 리그 MBC 청룡 LG트윈스의 선수이다.
배재고와 연세대를 거쳐 실업 야구 포항제철 야구단에서 활동하다가, 1982년 프로 야구의 출범에 따라 MBC 청룡의 창단 멤버로 활동하였다. 선수 시절 포지션은 외야수로 양승관, 카림 가르시아 등과 함께 대한민국 강견 외야수의 대명사로 손꼽힌다. 현재 모교인 배재고등학교 감독으로 활동하고 있다.

## 출신학교
- 배재고등학교
- 연세대학교

## 등번호
- 32 - MBC 청룡, LG트윈스

## 통산기록
- 1984년 올스타전 출장(서군)